# Joseph Kane
Jasper Joseph Inman Kane (19 de marzo de 1894 – 25 de agosto de 1975) fue un prolífico director, productor, editor y guionista cinematográfico de nacionalidad estadounidense, conocido principalmente por su carrera enfocada en el cine de género western.

## 1 934 – 1950
Nacido en San Diego (California), Kane en sus inicios fue violonchelista profesional, pero a partir de 1934 se interesó por la dirección, por lo que empezó a codirigir seriales para las productoras Mascot y Republic. Pasado un corto período de tiempo se hizo un experto director de westerns. 
Su primer crédito como director llegó con el film The Fighting Marines (1935). Cuando en 1935 Mascot y otras varias pequeñas productoras se fusionaron para constituir Republic Pictures, Kane fue empleado como director, permaneciendo en el estudio hasta que éste finalizó la producción en 1958. 
Kane dirigió películas de Gene Autry y Roy Rogers, y dirigió a John Wayne en cintas como The Lawless Nineties (1936) y Flame of Barbary Coast (1944), y a Joseph Schildkraut en The Cheaters (1945). Desde 1935 hasta el momento de su muerte en 1975, Kane dirigió un total de 125 filmes.
A diferencia de la mayoría de los directores de Republic, Kane también trabajó como productor asociado en muchas cintas, y entre 1939 y 1957 produjo más de 60 filmes. Además, fue editor y guionista, y también fue actor durante un breve período de tiempo.

## 1950 – Fallecimiento
En las década de 1950 Kane trabajó continuamente en la televisión, centrándose en las series de acción y de género western. En su última década de vida, fue director de segunda unidad en producciones como  Beau Geste (1966) y In Enemy Country (1968).
Joseph Kane falleció en 1975 en Santa Mónica (California).

## Filmografía parcial
- In Old Santa Fe (1934), con Ken Maynard, George "Gabby" Hayes, Gene Autry y Smiley Burnette
- Tumbling Tumbleweeds (1935), con Gene Autry, Smiley Burnette, y George "Gabby" Hayes
- The Headline Woman (1935)
- Melody Trail (1935), con Gene Autry, Ann Rutherford, y Smiley Burnette
- The Lawless Nineties (1936), con John Wayne
- Darkest Africa, con Clyde Beatty
- King of the Pecos (1936), con John Wayne y Muriel Evans
- The Lonely Trail (1936), con John Wayne y Ann Rutherford
- Guns and Guitars (1936), con Gene Autry y Smiley Burnette
- Oh, Susanna! (1936), con Gene Autry y Smiley Burnette
- Ride Ranger Ride (1936), con Gene Autry y Smiley Burnette
- The Old Corral (1936), con Gene Autry y Smiley Burnette
- Git Along, Little Dogies (1937), con Gene Autry y Smiley Burnette
- Round-Up Time in Texas (1937), con Gene Autry y Smiley Burnette
- Yodelin' Kid from Pine Ridge (1937), con Gene Autry y Smiley Burnette
- Public Cowboy No. 1 (1937), con Gene Autry, Smiley Burnette, y Ann Rutherford
- Boots and Saddles (1937), con Gene Autry y Smiley Burnette
- Springtime in the Rockies (1937), con Gene Autry y Smiley Burnette
- Heart of the Rockies (1937)
- The Old Barn Dance (1938), con Gene Autry, Smiley Burnette, y Roy Rogers
- Gold Mine in the Sky (1938), con Gene Autry y Smiley Burnette
- Man from Music Mountain (1938), con Gene Autry y Smiley Burnette
- Colorado (1940), con Roy Rogers
- The Man from Music Mountain (1943), con Roy Rogers
- King of the Cowboys (1943), con Roy Rogers y Smiley Burnette
- The Yellow Rose of Texas (1944), con Roy Rogers
- Flame of Barbary Coast (1945), con John Wayne y William Frawley
- Ride the Man Down (1952), con Brian Donlevy y Ella Raines
- Timberjack (1955), con Sterling Hayden y Hoagy Carmichael
- Track of Thunder (1967), con Faith Domergue
- Smoke in the Wind (1975), con Walter Brennan